# Belevaló fickók
A Belevaló fickók (eredeti cím: Real Men)  1987-ben bemutatott sci-fi akció-vígjáték. Főszereplők James Belushi és John Ritter.
A behízelgő, nőfaló, kőkemény CIA-ügynök, Nick Pirandello (Belushi) azt a feladatot kapja, hogy óvja a gyámoltalan biztosítási ügynök, Bob Wilson (Ritter) életét, miközben Washingtonba kíséri.

## Cselekménye
|  | Alább a cselekmény részletei következnek! |

Pillbox ügynök éjszaka, egy erdőben, térképpel a kezében szeretne eljutni valahova, de lelövi egy nem látható merénylő. Hogy helyettesítsék, a CIA talál egy hasonmást, mivel a tárgyalópartner csak Pillbox-szal hajlandó találkozni.
Nick Pirandello kapja a megbízást, hogy kísérje el a hasonmást, Bob Wilsont a térképen megadott helyre. A hasonmás kiképzésére azonban nincs idő, és nem is célravezető, mert személyisége nem tudná elviselni a nyomasztó terhet. Így Nick feladata, hogy vigyázzon rá, miközben elkíséri Washingtonba (illetve a közelben fekvő erdőbe).
Pirandello nem szokványos ügynök. Wilsont a saját házában keresi fel, ahonnan korábban már biztonságos helyre vitték feleségét és két gyerekét. Wilson ez előtt szerette volna visszakapni a fia kerékpárját a szomszédoktól, akik ellopták, de amikor a tolvajok pénzt kértek érte, és erre nem volt hajlandó, leütötték. Pirandello magyarázatként elmondja Wilsonnak, hogy az amerikai kormány titokban már hét éve tárgyal földönkívüliekkel, és ebben számítanak Wilson közreműködésére. Wilson természetesen ebből egy szót sem hisz el.
Pirandello alkalmilag egy géppisztolyt eszkábál össze a Wilson garázsában található anyagokból. Pirandello nyomában orosz ügynökök vették körbe a területet, akik azonnal lőni kezdenek, amint kilépnek a házból.  Wilson nem igazán érti, miről van szó, és nem akar Pirandellóval menni. Amikor azonban majdnem meghal és Pirandello megmenti az életét, elhatározza, hogy vele megy (később még egyszer-kétszer meg akar szökni). Pirandello felfedi előtte azt is, hogy Wilsonéknál sok friss tejes doboz van a hűtőben, míg a szomszéd hűtőjében háromnapos a tej. Ez Pirandello szerint arra utal, hogy a tejes ember túlzott érdeklődést mutat Wilson felesége iránt. Wilson nehezen fogadja a dolgot.
Pirandello az anyja és apja házához viszi Wilsont. Pirandello apja nemrég nővé operáltatta magát, és hevesen csókolózni kezd Wilsonnal, mialatt Pirandello és anyja a konyhába mennek.
Pirandello és Wilson Pirandello anyjának rozoga autójával kezdik az utazást, amit végig országúton tesznek meg.
Wilson viselkedésének gyökeres változása akkor következik be, amikor bohócoknak álcázott CIA-ügynökök támadják meg őket. Wilsont az elején kiütik, Pirandello leüti a többit (egy elmenekül). Pirandello ezután lefekszik a földre Wilson közelében, amikor az ébredezni kezd. Pirandello azt mondja neki, hogy ő az elején elájult, így a veszélyes támadókat egyedül Wilson tette harcképtelenné. Azt mondja Wilsonnak, hogy Wilson orosz szuper-ügynök, akit hipnotizáltak.
Wilson ezután többször félelem nélkül és hatékonyan lép fel vélt vagy valós támadók ellen. Pirandello azt is elhiteti vele, hogy ő, Wilson az ujjaival is tud lőni.
Pirandello egy bárban megismerkedik egy szendének látszó, szemüveges nővel. Wilsont várakozásra inti, amíg ő „el lesz foglalva”. Wilson a kocsiban várakozva betörőkre figyel fel, akiket ökölharccal egyenként harcképtelenné tesz, majd átadja őket a rendőrségnek. Pirandello ezalatt a váratlanul kegyetlen dominává alakult nő fogságába kerül, aki egy fém kerethez kötözi és válogatott kínzásoknak veti alá. Pirandellónak azonban végeredményben tetszik a dolog, és amikor kocsiba szállnak, azt mondja Wilsonnak, hogy szerelmes lett a nőbe. Pirandello egy benzinkútnál otthagyja Wilsont és visszamegy a nőhöz. Wilson azonban folytatja az utat, amit immár a saját feladatának tekint. Korábban Pirandello elmondta neki, hogy a földönkívüliektől az oroszok egy olyan fegyvert akarnak kapni, ami akár egy egész bolygó megsemmisítésére alkalmas, ők azonban a földi élővilág megmentésére alkalmas ellenszert akarják megszerezni, mert különben a tengerbe került szennyező anyagok miatt a földi élővilág öt éven belül kihal.
Wilson a térkép segítségével behatol a Washington közelében lévő erdőbe egyedül. Itt többen megpróbálnak rálőni, de nem sérül meg. Váratlanul előkerül Pirandello, aki nem akarta magára hagyni. Pirandello több ellenséget lelő, illetve ártalmatlanná tesz. Pirandello egy fához vezeti Wilsont, aminek belsejében kivilágított vízcsap van, ahonnan egy pohár vizet vesznek magukhoz. Pirandello állítása szerint ugyanis a földönkívüliek egy pohár vizet kérnek cserébe.
Wilson viszi magával a pohár vizet egy felülről világító fényforrás felé, ahol egy emberi kinézetű humanoid tűnik fel, és megkérdezi Wilsont, hogy a fegyvert vagy az ellenszert választja-e. Wilson az ellenszert választja, amit a szürke ruhában lévő földönkívüli át is ad neki, megissza a pohár vizet, majd visszavonul és színes fényjelenség közepette távozik.
|  | Itt a vége a cselekmény részletezésének! |

## Szereposztás
| Szerep                                             | Színész                 | Magyar hangja (1. szinkron) | Magyar hangja (2. szinkron) |
| -------------------------------------------------- | ----------------------- | --------------------------- | --------------------------- |
| Nick Pirandello, CIA-ügynök                        | James Belushi           | Felföldi László             | Tarján Péter                |
| Bob Wilson biztosítási ügynök / Pillbox CIA-ügynök | John Ritter             | Csankó Zoltán               | Szokol Péter                |
| Pirandello anyja                                   | Barbara Barrie          | Molnár Piroska              | ?                           |
| Millard Cunard                                     | Bill Morey              | Láng József                 | ?                           |
| Dolly                                              | Isa Jank (Isa Andersen) | Kiss Erika                  | ?                           |
| Sherry                                             | Gail Barle              | Dudás Eszter                | ?                           |
| Bradshaw                                           | Mark Herrier            | Bor Zoltán                  | ?                           |
| Heather Wilson                                     | Mariah Dobson           | Csondor Kata                | ?                           |
| Barbara Wilson, Bob felesége                       | Isabella Hofmann        | ?                           | ?                           |
| Pirandello nővé operált apja                       | Dyanne Thorne           | ?                           | ?                           |

## Megjelenése
A film DVD-n 2003. december 2-án jelent meg.

## Forgatási helyszínek
- Hanford, Kalifornia, USA
- Huntington Park, Kalifornia, USA
- Las Vegas, Nevada, USA
- Los Angeles, Kalifornia, USA
- Visalia, Kalifornia, USA

## Fordítás
- Ez a szócikk részben vagy egészben  a   Real Men című angol Wikipédia-szócikk fordításán alapul.  Az eredeti cikk szerkesztőit annak laptörténete sorolja fel. Ez a jelzés csupán a megfogalmazás eredetét és a szerzői jogokat jelzi, nem szolgál a cikkben szereplő információk forrásmegjelöléseként.